# Chris Barnes
Chris Barnes (29 de Dezembro de 1966) é um cantor norte-americano do gênero death metal, mais conhecido por ter sido vocalista da banda Cannibal Corpse e por ser o actual vocalista da banda Six Feet Under.

## Carreira
Chris Barnes iniciou a sua carreira de músico com 19 anos. A sua primeira banda foi Tirant Sin, uma banda death/thrash metal, formada no ano 1986 em Buffalo, Estados Unidos. Os outros membros de Tirant Sin eram Paul Mazurkiewicz na bateria, Bob Rusay e Joe Morelli na guitarra e Rich Ziegler no baixo. Na mesma altura, Chris mantinha outro projecto de death metal, Leviathan em Nova Iorque em que gravou uma demo de quatro faixas intitulado Legions of the Undead em 1987. Esta demo viria a ser incluída no compacto A Decade on the Grave de Six Feet Under em 2005.
Nos 2 anos de carreira de Tirant Sin gravou 3 demos. O primeiro intitulado Chaotic Destruction em 1986, o segundo chamado Desecration of the Grave em 1987 e o terceiro chamado Mutant Supremacy em 1988.

### 1988-1995: Cannibal Corpse
Barnes escreveu todas as músicas de Eaten Back to Life, Born to Kill (não editado), Butchered at Birth, Tomb of the Mutilated e The Bleeding. "Ele escreve as letras mas nós é que pensamos os titulos como "Hammer Smashed Face" que é meu." — disse Alex Webster, baixista.
Quando questionado sobre o álbum de Cannibal Corpse que mais gostava, respondeu que gostava de todos. Nessa mesma entrevista quando questionado sobre o tempo que passou na banda respondeu que quando olhava para trás via muitas boas memórias. Que tinha sido um bom inicio como músico profissional e ainda que pensava que com esta banda tinha ajudado a definir o que é o death metal e como a voz deve soar. Em 1995 abandonou Cannibal Corpse para dar mais atenção ao projecto Six Feet Under que vinha já desde 1992.

### 1995-presente: Six Feet Under

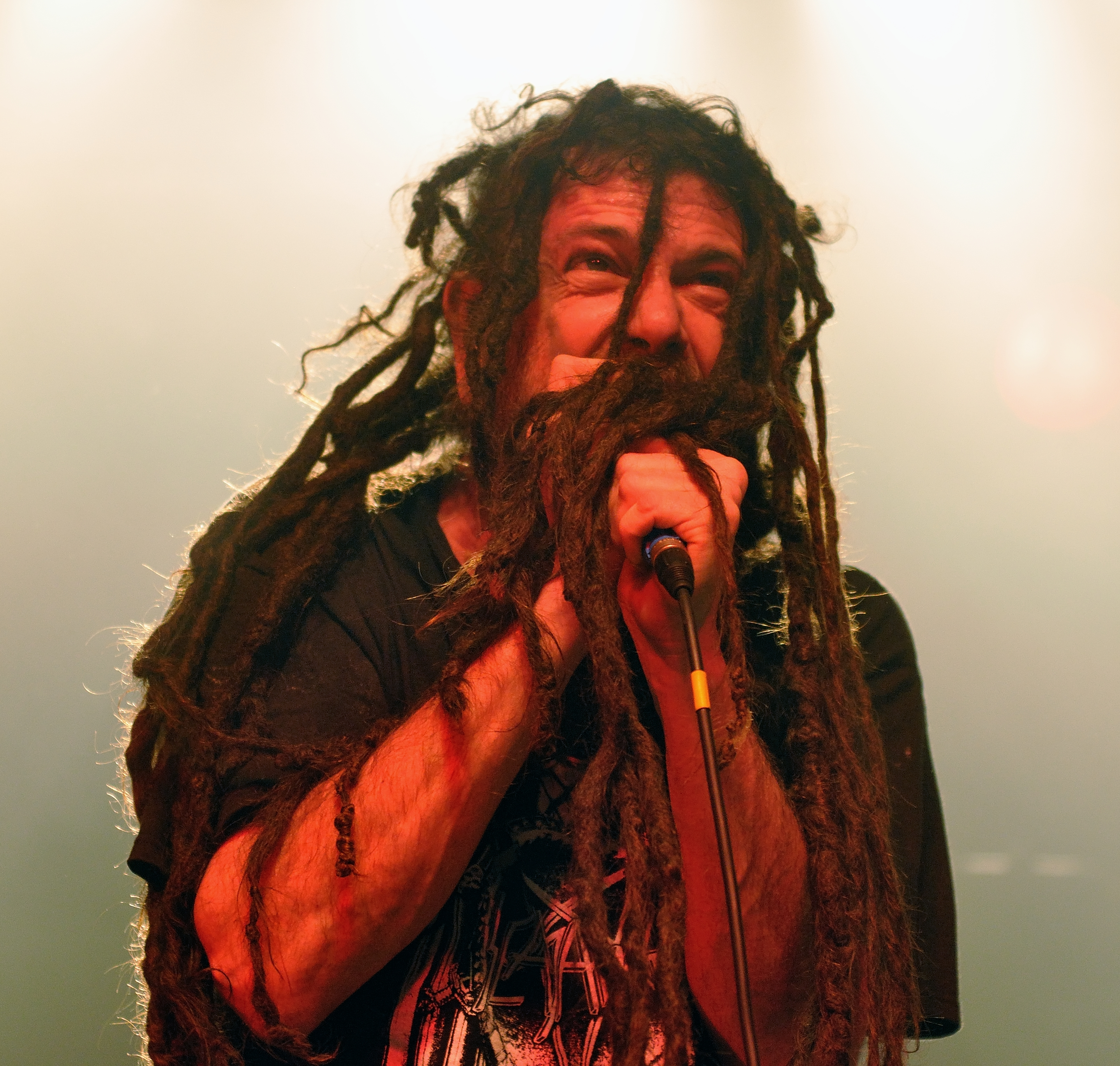
Chris Barnes em 2015

Em 2005, editou um DVD intitulado A Decade on the Grave, fazendo uma síntese dos 10 anos de Six Feet Under.
Já com o sucesso de 2 antigas bandas foi-se juntar a uma outra, Torture Killer, no inverno de 2005. Viria a ser despedido em Janeiro de 2008. Muitos disseram que ele arruinou a banda com seu estilo vocal. Quando Commandment saiu, em 2008, Chris declarou que este havia sido o album de originais que mais havia gostado e que tinha recebido mais de 5.000 mensagens de apoio e que tinha sido o melhor desde Bringer of Blood.
Em Dezembro de 2008 mudou-se para Beverly Hills, Califórnia

## Intervenção social
Desde a sua saída dos Cannibal Corpse, Chris mudou ligeiramente o tema das suas letras, que agora abrangem temas mais sociopolíticos como as guerras e a marijuana. O álbum Warpath contém duas faixas que falam sobre a marijuana, a primeira é 4:20, que elogia os efeitos da planta, e a segunda é Caged and Disgraced, que chama à atenção sobre a detenção por posse de marijuana. No álbum Maximum Violence o assunto da marijuana é novamente referido na música Victim of the Paranoid, onde se fala novamente sobre a legislação sobre o consumo de marijuana e onde Chris Barnes refere que os governantes preocupam-se demasiado com os consumidores de marijuana e esquecem-se de outros assuntos muito mais importantes e problemáticos.
No álbum Bringer of Blood, a música Amerika the Brutal ataca as políticas de guerra de George W. Bush, onde diz que não está para lutar por uma batalha perdida e que não quer morrer por óleo (petróleo). No refrão pede que não haja guerra e acusa os Estados Unidos de brutalidade.

## Discografia
| Com Six Feet Under - Haunted (1995) - Alive and Dead (1996) - Warpath (1997) - Maximum Violence (1999) - Graveyard Classics (2000) - True Carnage (2001) - Bringer of Blood (2003) - Graveyard Classics 2 (2004) - 13 (2005) - Commandment (2007) - Death Rituals (2008) - Graveyard Classics 3 (2010) - Undead (2012) - Unborn (2013) - Crypt of the Devil (2015) | Com Cannibal Corpse - Eaten Back to Life (1990) - Butchered at Birth (1991) - Tomb of the Mutilated (1992) - Hammer Smashed Face (1993) - The Bleeding (1994) Com Torture Killer - Swarm! (2006) - Phobia (2013) Backing vocals em "Written in Blood" Com IHATE - IHATE (2014) Com Gorguts - Considered Dead (1991) Backing vocals em "Bodily Corrupted", "Rottenatomy" & "Hematological Allergy" |